# Peter Sutermeister
Peter Sutermeister(Feuerthalen, 28 de Maio de 1916 — Altavilla, 3 de Janeiro de 2003) foi um advogado, escritor e libretista suíço, considerado um dos maiores biógrafos de compositores do país.
Sutermeister estudou história da arte, teologia e direito na Universidade de Berna, onde obteve seu doutorado com uma tese sobre A posição jurídica dos empresários do cinema em termos de proteção de direitos autorais de escritores de cinema, publicado em 1955. Cedo se virou para a literatura e a ópera; seu maior sucesso como libretista foi com a ópera Raskólnikov, compositada pelo seu irmão Heinrich Sutermeister; a ópera estreou em 1948 na Ópera Real de Estocolmo De 1953 a 1966, Sutermeister foi secretário-geral da Fundo Nacional Suíço da Pesquisa Científica. Ele também foi prefeito de seu município Altavilla FR, onde morreu em 2003. Em seus escritos Sutermeister tematiza as biografias de Felix Mendelssohn Bartholdy e de Robert Schumann, e escreve sobre o barroco, o Lago de Constança e sobre questões teológicas.